# エカテリンブルク地下鉄
エカテリンブルク地下鉄（露:Екатеринбу́ргский Метрополите́н）とは、ロシア連邦ウラル連邦管区スヴェルドロフスク州エカテリンブルク市を走る地下鉄である。

## 歴史

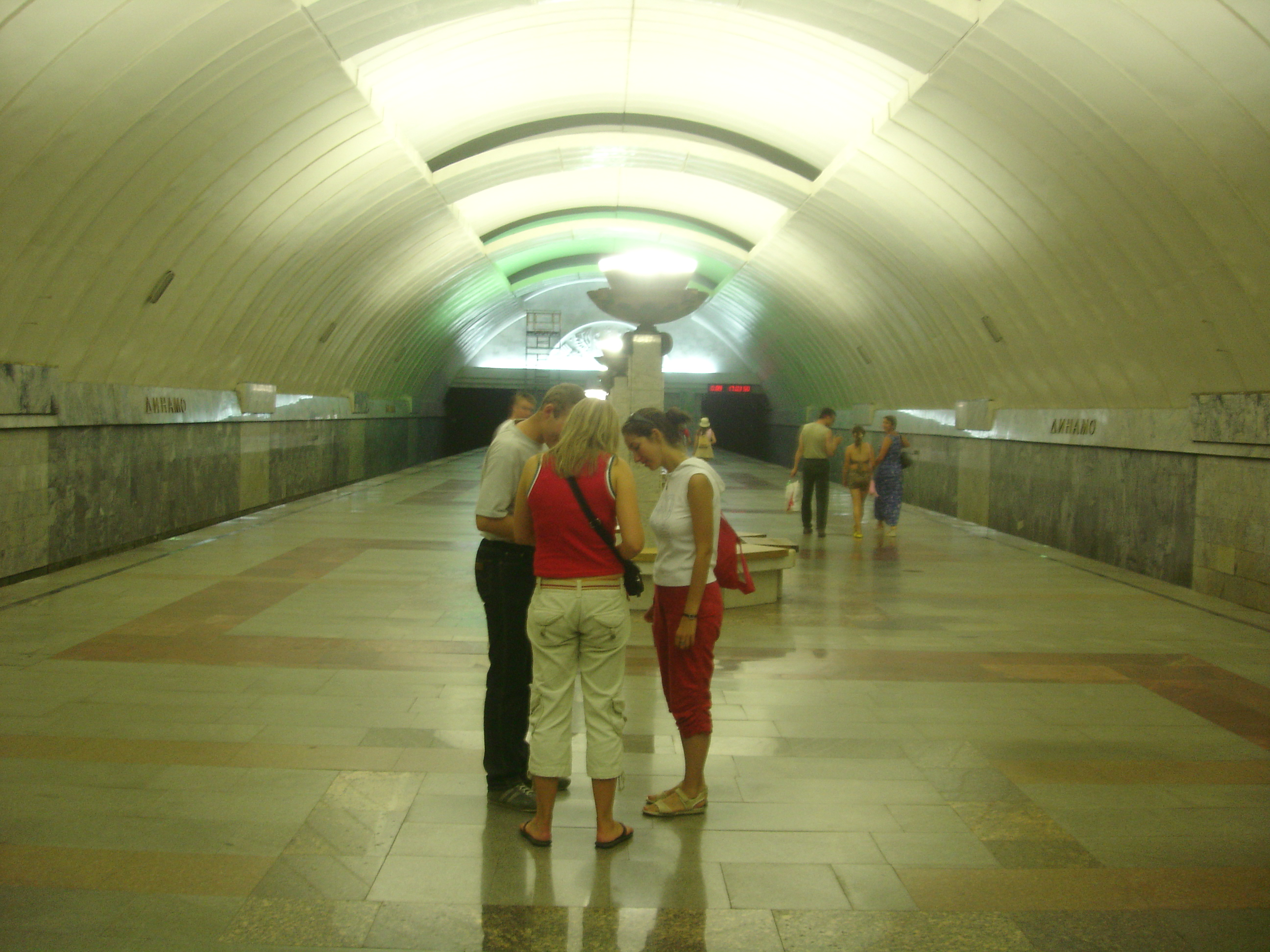
ディナモ駅のホームに集まる人々

エカテリンブルクはかつてヤーコフ・スヴェルドロフを記念してスヴェルドロフスクと呼ばれており、ウラル山脈周辺地域に於ける中心都市であった。そして産業の中心及び交通の結節点として栄えていたため、1970年代末に地下鉄の建設計画が浮上し、1980年に建設が開始された。
エカテリンブルクの中心部が密集地帯である上に、地形も平らでは無かったので、地中浅い駅と深い駅とを結ぶように作られた。1991年4月26日には、現在のロシアとしては6番目、ソビエト連邦としては13番目かつ最後の地下鉄として開業した。しかしながら、1990年代初頭の経済危機によって、開業した区間はわずか三駅分にとどまった。その後、ボリス・エリツィンによって建設が推し進められ、1995年には営業区間が開業当時の二倍にまで進捗した。その後は二回の延伸を経て現在に至る。
- 1991年4月26日 - プロスペクト・コスモナーフトフ駅からマシノストロイーチェリイ駅間が開業。
- 1992年12月22日 - マシノストロイテレー駅からウラルスカヤ駅間が開業。
- 1994年12月22日 - ウラルスカヤ駅から1905年広場駅間が開業。
- 2002年12月30日 - 1905年広場駅からゲオロギーチェスカヤ駅間が開業。
- 2011年11月28日 - ゲオロギーチェスカヤ駅からボタニーチェスカヤ駅間が開業。
- 2012年7月28日 - チュカーロフスカヤ駅が開業。

## 構造

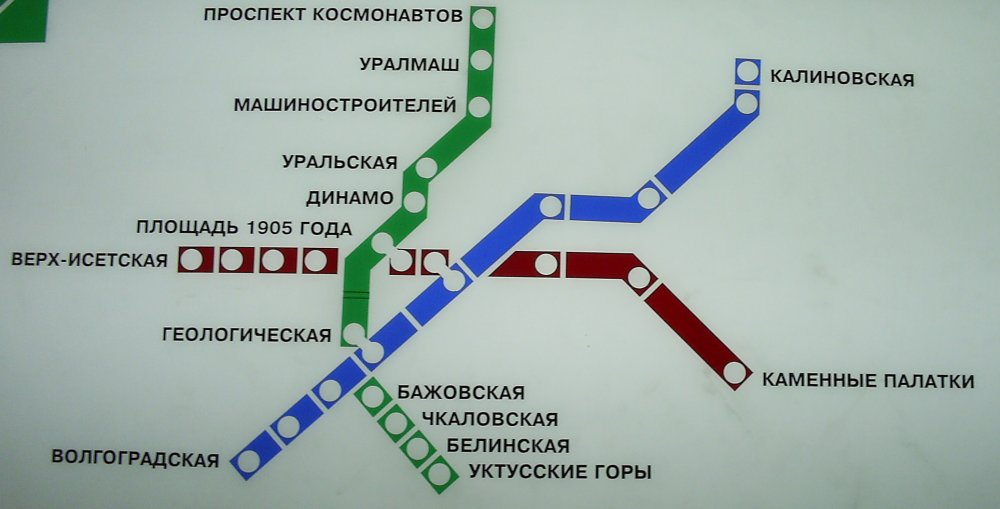
エカテリンブルク地下鉄の計画路線図

地下鉄はソビエト連邦時代の計画を基に設計されており、最終的には三路線が市の中心部で乗換出来る様にする予定である。また、二号線は2012年に建設が始まる予定である。
駅は地下浅い駅と深い駅に大別出来、前者の駅ではハルキウ地下鉄と同様の構造を、後者の駅ではサンクトペテルブルク地下鉄と同様の構造を取って作られている。また、他の旧ソビエト連邦地域の地下鉄同様、駅には派手な装飾が施されている。

## 駅名一覧
| 日本語駅名                       | 現地語表記           | 乗換路線等 |
| -------------------------------- | -------------------- | ---------- |
| プロスペクト・コスモナーフトフ駅 | Проспект Космонавтов |            |
| ウラルマーシュ駅                 | Уралмаш              |            |
| マシノストロイーチェリイ駅       | Машиностроителей     |            |
| ウラルスカヤ駅                   | Уральская            |            |
| ディナモ駅                       | Динамо               |            |
| 1905年広場駅                     | Площадь 1905 года    | 3号線      |
| ゲオロギーチェスカヤ駅           | Геологическая        | 2号線      |
| バジョーフスカヤ駅               | Бажовская            | 未開業     |
| チュカーロフスカヤ駅             | Чкаловская           |            |
| ボタニーチェスカヤ駅             | Ботаническая         |            |
| ウクトゥースキー・ゴリ駅         | Уктусские горы       | 未開業     |

## 車両
2019年現在、エカテリンブルク地下鉄には開業時に用意された81-717.5/714.5形（70両、4両編成17本＋予備車2両）、2011年に増備された81-717.5M/714.5M形（8両、4両編成2本）に加え、2019年3月には81-717.6/714.6形（8両）が導入されている。また、それに先立つ2018年以降、81-717.5/714.5形と81-717.5M/714.5M形について内装を中心としたリニューアル工事が行われている。